# Acacia mitchellii
Acacia mitchellii é uma espécie de leguminosa do gênero Acacia, pertencente à família Fabaceae.